# Haplolobus versteeghii
Haplolobus versteeghii är en tvåhjärtbladig växtart som beskrevs av Herman Johannes Lam. Haplolobus versteeghii ingår i släktet Haplolobus och familjen Burseraceae. Inga underarter finns listade i Catalogue of Life.